# Rho Indi b
Rho Indi (HD 216437) é um planeta que orbita a estrela Rho Indi.